# Nerine versicolor
Nerine versicolor är en amaryllisväxtart som beskrevs av Herb.. Nerine versicolor ingår i släktet Nerine och familjen amaryllisväxter. Inga underarter finns listade i Catalogue of Life.